# Suippes
Suippes – miejscowość i gmina we Francji, w regionie Grand Est, w departamencie Marna.
Według danych na rok 1990 gminę zamieszkiwało 3106 osób, a gęstość zaludnienia wynosiła 74 osób/km².

## Współpraca
Miejscowość partnerska:
- Hardheim, Niemcy